# Марамзин, Владимир Рафаилович
Влади́мир Рафаи́лович Марамзи́н (настоящая фамилия — Кацнельсон; 5 августа 1934, Ленинград — 24 апреля 2021, Париж)— русский писатель.

## Биография

### Начало
Отец — Рафаил Маркович Кацнельсон (1904—1942), мастер на заводе «Красный химик», ушёл добровольцем на фронт и погиб в районе Мартышкино 15 января 1942 года. Мать — учительница географии Вера Александровна Соколова, пережила блокаду Ленинграда. Семья жила на Саратовской улице, 19, кв. 41. В детстве жил у бабушки в Кашине, в 1946 году вернулся в Ленинград.
Закончил Ленинградский электротехнический институт (1957), до 1965 года работал инженером, начальником отдела научно-технической информации на заводе «Светлана».
Прозу начал писать в 1958 году, публиковаться — в 1962 году. Посещал литературную студию при библиотеке им. Маяковского. Пьеса «Объясните мне кто-нибудь — я скажу вам спасибо» была в 1963 году поставлена в Ленинграде, но снята из репертуара сразу же после премьеры. Написал несколько телевизионных и киносценариев, был сосценаристом снятого на Литовской киностудии фильма «Поворот» (1967). Опубликовал в издательстве «Детская литература» две познавательные книги для детей «Тут мы работаем» (1966, второе издание — 1973) и «Кто развозит горожан» (1969, о городском общественном транспорте — трамвае, троллейбусе, автобусе, такси, метро). Марамзин не был членом СП СССР, но с февраля 1966 по март 1975 года состоял в профкоме литераторов при ленинградском отделении СП РСФСР.
Входил в литературную группу «Горожане» (кроме него, её составляли Борис Вахтин, Владимир Губин, Игорь Ефимов), участвовал в одноимённом машинописном сборнике. Распространял в списках произведения Андрея Платонова, других запрещённых авторов.

### Арест
В 1971—1974 годах вместе с историком, литератором Михаилом Хейфецем и литературоведом, переводчиком Ефимом Эткиндом составил для самиздата машинописное собрание сочинений Иосифа Бродского в 5 томах. Это послужило поводом для его ареста 24 июля 1974 года. Признал свою вину.
Суд, проходивший в Ленинграде 19—21 февраля 1975 года и освещавшийся самиздатской «Хроникой текущих событий», приговорил Марамзина к 5 годам лишения свободы условно. Писателю было разрешено выехать на Запад.

### Эмиграция
С 1975 года жил в эмиграции во Франции. Сотрудничал с журналом В. Максимова «Континент». Опубликовал лагерные дневники М. Хейфеца (1977). В 1978—1986 вместе с Алексеем Хвостенко издавал в Париже литературный журнал «Эхо» (вышли 14 номеров), напечатал в журнале повесть Андрея Платонова «Ювенильное море», библиографию его произведений. Опубликовал несколько повестей и рассказов, мастерски воспроизводивших сюрреалистическую обстановку, вывихнутую мысль и речь обычных жителей СССР. В прозе считал себя последователем Андрея Платонова. После 1981 года много лет не публиковался, занимался техническими переводами.
После 1999 года новые тексты Марамзина стали появляться в России (журнал «Звезда», СПб), зарубежных русскоязычных изданиях («Литературный европеец», «Мосты», Франкфурт-на-Майне; «Новый берег», Копенгаген). В 2003 году в Париже вышла новая книга его прозы, в 2007 году — сборник статей. В парижском издательстве «Эхо» — роман «Славотерпец» (первая часть трёхчастного романа «Страна Эмиграция»).
Похоронен на кладбище парижского пригорода Пантен.

## Творчество
Рассказы и повести Марамзина отличаются стилистическим многообразием. У него есть чисто реалистическая, и сатирико-фантастическая, и сюрреалистическая, экспериментальная в языковом отношении проза, в которой всегда сказывается влияние А. Платонова.

## Самоопределение
Марамзин отчётливо сознавал себя политическим эмигрантом, принадлежавшим к литературе изгнания, не собирался публиковаться в России, противопоставляя свою позицию российским писателям и авторам, живущим за рубежом, но активно в России печатающимся, и не желал возвращаться.
Подписал открытое письмо «Остановите агрессию» в Грузии 12 августа 2008 года.

## Публикации
- Тут мы работаем. — Л.: Детская литература, 1966. — 176 с., 100 000 экз.
- Кто развозит горожан. — Л.: Детская литература, 1969, — 240 с., 100 000 экз.
- Тут мы работаем. — Л.: Детская литература, 1973. — 192 с., 100 000 экз.
- Альманах самиздата. Амстердам: Фонд имени Герцена, 1974
- Блондин обеего цвета. Взаимная повесть. Анн Арбор: Ардис, 1975
- История женитьбы Ивана Петровича//Континент, 1975, № 2
- Тянитолкай//Континент, 1976, № 8, стр. 13-47.
- Смешнее чем прежде: рассказы и повести. Париж: Третья волна, 1979
- Тянитолкай. Анн Арбор: Ардис, 1981
- Сын Отечества. Париж: Эхо, 2003
- Вынужденные сочинения. Париж: Эхо, 2007, 80 стр., 300 экз
- Славотерпец. Отрывок из романа Страна Эмиграция // Мосты, 2012, № 36, с.143-164